# 투쟁의 날들
투쟁의 날들(F.I.S.T)은 미국에서 제작된 노만 주이슨 감독의 1978년 드라마 영화이다. 실베스터 스탤론 등이 주연으로 출연하였다.

## 출연

### 주연
- 실베스터 스탤론
- 로드 스테이거
- 피터 보일

### 조연
- 멜린다 딜론
- 데이빗 허프만
- 케빈 콘웨이
- 토니 로 비안코
- 존 렌

## 제작진
- 협력프로듀서: 패트릭 J. 팔머
- 미술: 리처드 맥도널드
- 의상: 앤시아 실버트